# Остерби (Округ Шлесвиг-Фленсбург)
Остерби (њем. Osterby) општина је у њемачкој савезној држави Шлезвиг-Холштајн. Једно је од 134 општинска средишта округа Шлезвиг-Фленсбург. Према процјени из 2010. у општини је живјело 338 становника. Посједује регионалну шифру (AGS) 1059151.

## Географски и демографски подаци
Остерби се налази у савезној држави Шлезвиг-Холштајн у округу Шлезвиг-Фленсбург. Општина се налази на надморској висини од 26 метара. Површина општине износи 12,4 km². У самом мјесту је, према процјени из 2010. године, живјело 338 становника. Просјечна густина становништва износи 27 становника/km².